# Природин, Михаил Пантелеевич
Михаил Пантелеевич Природин (2 апреля 1951, Челябинск, РСФСР, СССР) — советский хоккеист, нападающий, мастер спорта СССР.

## Биография
Родился 2 апреля 1951 года в семье рабочего, эвакуированного из Ленинграда в Челябинск вместе с другими специалистами Кировского завода в годы Великой Отечественной войны. Отец Природин Пантелей Семёнович, мать Природина (Павлова) Анна Кузьмовна. В семье росло трое братьев, двое из которых — Михаил и Петр стали известными советскими хоккеистами.
Хоккеем увлекся с раннего детства. Начал играть в ДСШ ЧТЗ (тренер — Дубровин П. В.).
В составе «Трактора» провёл 13 сезонов с 1968 по 1981 год, сыграв 390 игр и набрав 147 (96+51) очков. Игровой № 13.
В сезоне 1974—1975 служил в рядах Советской армии, выступая за СКА (Свердловск) (51 игра, 34 шайбы).
Несмотря на напряжённую карьеру игрока, окончил Челябинский железнодорожный техникум, а затем дневное отделение Челябинского Государственного Института Физической Культуры.
В 1982 году перешёл в челябинский клуб «Металлург». Отыграв там 6 сезонов стал рекордсменом клуба по заброшенным шайбам (169).
В 1987—1989 годах выступал в качестве играющего тренера команды «Рубин» (Тюмень).
Михаил Природин играл за молодёжную сборную СССР. Характеризовался как быстрый хоккеист, азартный в игре, который хорошо выходит на добивание шайбы.
Достижения игрока: чемпион СССР среди юношей 1969 года, финалист Кубка СССР 1973 года, бронзовый призёр чемпионата СССР 1977 года в составе «Трактора».
Спортивную карьеру завершил в 1989 году.
Анализируя игру пар родных братьев, выступавших за челябинский «Трактор», Сергей Рыбин в газете «Футбол-хоккей Южного Урала» отмечал, что братья Михаил и Пётр Природины провели вместе наибольшее количество игр (131), а их результативность в совместных выступлениях была на 40 % выше, чем в играх, которые они проводили по отдельности.

## Карьера ветерана спорта
В 2003 году Михаил Природин возглавил Союз ветеранов хоккея Челябинской области, под эгидой которого вместе с Юрием Шумаковым, Анатолием Картаевым, Владимиром Сухановым, Петром Природиным, Владимиром Девятовым, Юрием Фёдоровым участвовал в различных отечественных и зарубежных турнирах среди ветеранов и любителей спорта. Трижды становился обладателем Кубка мира CARHA (Канада) среди ветеранов в 2004, 2008 и 2012 годах.
В ноябре 2016 года под своды ледовой арены Трактор был поднят персональный стяг Михаила Природина с номером 13.